# دوري كرة القاعدة الرئيسي 2011
دوري كرة القاعدة الرئيسي 2011 (بالإنجليزية: 2011 Major League Baseball season)‏ هو الموسم 109 من  دوري كرة القاعدة الرئيسي. أقيم خلال الفترة 2011 وحتى 28 أكتوبر 2011، والذي يشرف على تنظيمه دوري كرة القاعدة الرئيسي، وكان عدد الأندية المشاركة فيه  30، وفاز فيه سانت لويس كاردينالات.